# Chiquiteo
El chiquiteo (a menudo escrito con grafía vasca, txikiteo) es la tradición de tomar chiquitos (txikitos) o chatos, vasos pequeños de vino, yendo de bar en bar, en una zona limitada, con una cuadrilla de amigos y/o conocidos. Por ser la cantidad de vino moderada y para facilitar que los chiquiteros (txikiteros, practicantes del chiquiteo) completen su ronda y consuman en el mayor número de bares posible, el precio de la consumición suele ser moderado, aunque si el vino es "especial" (de mayor calidad) la tarifa es algo más elevada.

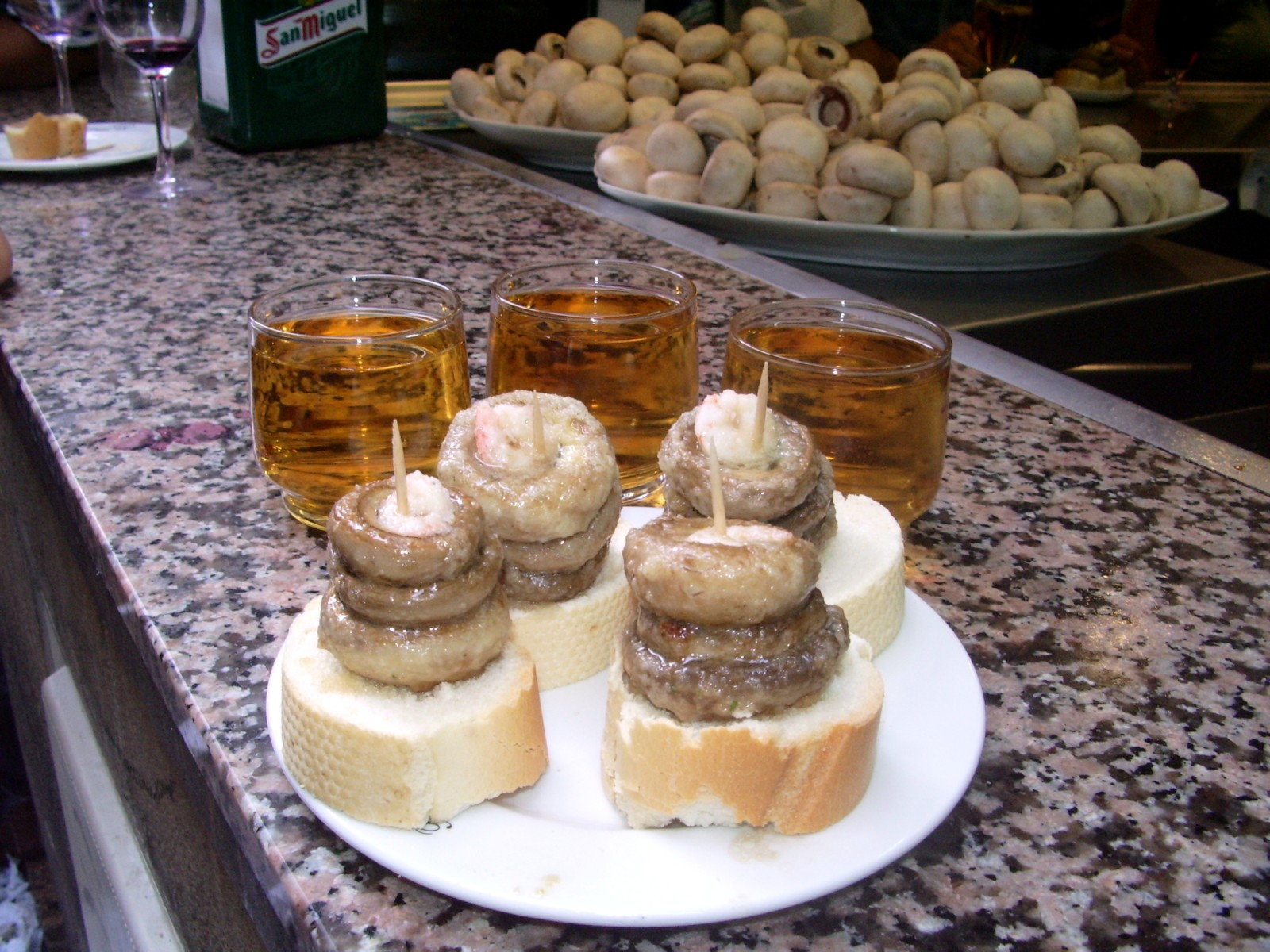
Pinchos y chiquitos en la Calle del Laurel de Logroño.

Además de tomarse unos vinos (generalmente acompañados por pinchos y tapas), el acto del chiquiteo da la oportunidad de desconectar de la rutina diaria y relacionarse socialmente. Esta actividad lúdica ha tenido una gran implantación en el País Vasco, Navarra, La Rioja y más recientemente en Cantabria y en el norte de Burgos, además de otras regiones españolas.

## Historia y evolución del chiquiteo
No hay referencias escritas claras de cuándo comenzó esta tradición, pero va indisolublemente unida a la proliferación de bares en un espacio limitado. El País Vasco es una de las regiones con mayor número de bares de España e incluso de Europa en su conjunto. Al principio y durante muchos años fue una tradición totalmente masculina y las mujeres estaban vetadas. En los últimos años la mujer se incorpora al chiquiteo en buena medida, incluso saliendo en cuadrillas exclusivamente femeninas. 
En la actualidad (2009) el chiquiteo tradicional está en decadencia.